# Liste der Stolpersteine in Zittau

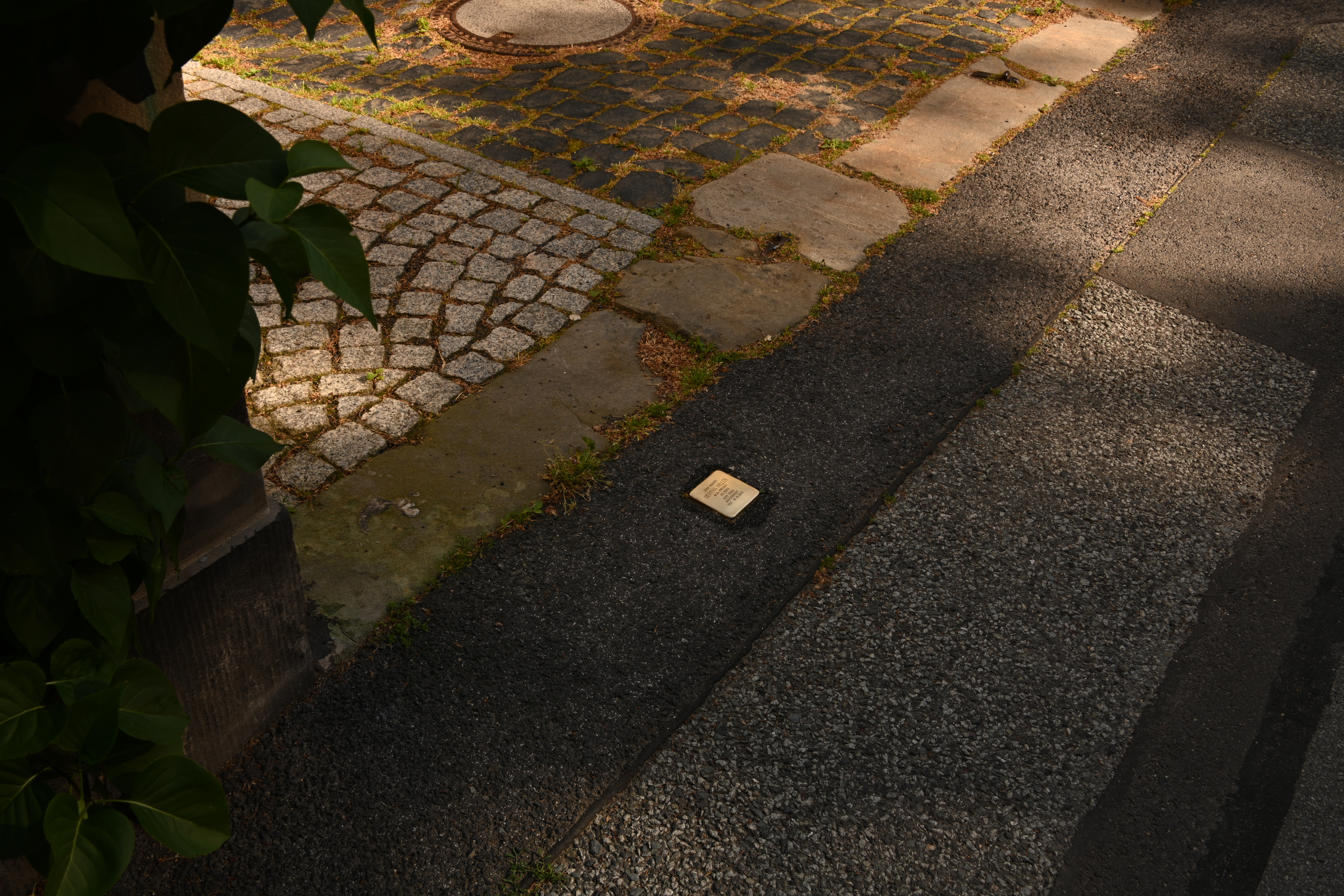
Stolperstein am Klienebergplatz

Die Liste der Stolpersteine in Zittau enthält sämtliche Stolpersteine, die im Rahmen des gleichnamigen Kunst-Projektes von Gunter Demnig in Zittau im Landkreis Görlitz verlegt wurden.

## Hintergrund
Mit diesen Gedenksteinen soll Opfern des Nationalsozialismus gedacht werden, die in Zittau lebten und wirkten. Die erste Verlegung von Stolpersteinen erfolgte am 27. Juli 2005, weitere Verlegungen erfolgten 2007, 2009 und 2014. Mit den Verlegungen von 4 Steinen am 1. August 2015 und 2 Steinen am 27. November 2017 erhöhte sich die Gesamtzahl auf 22 Stolpersteine an 13 Adressen. 2018 und 2019 folgten weitere Steine, womit sich die Gesamtzahl auf 28 erhöhte.

## Verlegte Stolpersteine
In Zittau wurden 28 Stolpersteine an 16 Adressen verlegt. Die Tabelle ist teilweise sortierbar; die Grundsortierung erfolgt alphabetisch nach dem Familiennamen.
| Stolperstein | Inschrift | Standort                                                                               | Verlege- datum | Name, Leben |
| --- | --- | -------------------------------------------------------------------------------------- | -------------- | --- |
| | HIER WOHNTE BETTY ADAM GEB. BIBERFELD JG. 1870 DEPORTIERT 1942 THERESIENSTADT ERMORDET 26.3.1944                                                    | Külzufer 16 (vorm. Uferstraße) (Lage)                                                  | 4. Juli 2007   | Betty Adam geb. Biberfeld wurde am 17. April 1870 in Lissa in der Provinz Posen geboren. Wahrscheinlich kam sie 1939 nach Zittau. Sie wohnte bei Elias Cohn, der 24. Januar 1942 im Arbeitslager Leutensdorf ums Leben gebracht wurde und für den ebenfalls ein Stolperstein verlegt wurde. Im selben Jahr, am 8. September 1942, wurde Betty Adam mit dem Transport V/6 von Dresden nach Theresienstadt deportiert. Laut Theresienstädter Gedenkbuch ist sie dort am 26. März 1944 umgekommen. |
| | HIER WOHNTE DR. MAX BRINITZER JG. 1889 VERHAFTET 1938 BUCHENWALD ÄRZTLICHE HILFE VERWEIGERT TOT 27.4.1946                                           | Dr.-Brinitzer-Straße 4a (Lage)                                                         | 4. Juli 2007   | Dr. Max Brinitzer wurde am 21. April 1889 in Zittau geboren. Seine Eltern waren Adolph Brinitzer und Henriette. Sie führten ein kleines Wäsche-Geschäft und wohnten auf der Inneren Weberstraße 17. Der junge Mann absolvierte 1909 das Abitur und ging dann zum Medizin-Studium nach Berlin. Im Weltkrieg diente er in einem Seuchenlazarett in Frankreich, nach dem Krieg eröffnete er eine Kassenpraxis in der Inneren Weberstraße 17, in jenem Haus, in dem die Eltern ihr Geschäft hatten. Er heiratete eine nichtjüdische Frau namens Elly, die ihm in den schweren Jahren treu zur Seite stand. 1935 übersiedelte die Praxis in der Hochwaldstraße, 1939 wurde ihm die Approbation entzogen. Er übersiedelte in die Hospitalstraße 4a (heute Dr.-Brinitzer-Straße). Das NS-Regime ließ den Arzt und seine Frau Zwangsarbeit verrichten. Max Brinitzer klebte Einlegesohlen, Elly Brinitzer wurde zur Munitionsfertigung in Eckartsberg eingeteilt. 1942 erkrankte er schwer, doch durfte er weder behandelt noch operiert werden. Am 16. Februar 1944 sollte er deportiert werden, doch wurde dies durch einen Luftangriff verhindert. Er tauchte unter und konnte bis zum Untergang des NS-Regimes überleben. Nach der Befreiung wurde er Amts- und Kreisarzt sowie Leiter des Gesundheitsamtes. Am 21. August 1946 starb er an den Folgen der während der NS-Zeit nicht behandelten Krankheitsbilder. In Zittau wurde die Straße, in der er zuletzt gewohnt hatte, nach ihm benannt, die Dr.-Brinitzer-Straße. |
| | HIER WOHNTE ELIAS COHN JG. 1879 VERHAFTET LAGER LEUTENDORF ERMORDET 21.4.1942                                                                       | Külzufer 16 (Lage)                                                                     | 4. Juli 2007   | Elias Cohn am 24. Januar 1879 in Wollstein in der Provinz Posen geboren. Er wurde Kaufmann, zog nach Zittau und führte dort ab 1913 ein Textilwarenkaufhaus in der Reichenberger Straße 22. Aufgrund der judenfeindlichen Politik des NS-Regimes musste er 1935 das Kaufhaus aufgeben und das Gebäude verkaufen. Er zog in sein Wohnhaus in der Uferstraße 16, wo ab 1939 auch drei Frauen lebten: Elwina und Gertrud Cohn, mutmaßlich mit ihm verwandt, sowie Betty Adam. 1942 langte im Zittauer Einwohnermeldeamt eine Mitteilung von Oberbürgermeister Zwingenberger ein, dass Elias Cohn von der „Judenliste“ zu streichen sei, weil „er am 24. Januar 1942 in Untersuchungshaft in Leutendorf (Sud.)“ verstorben sei. Die Website Hillersche Villa stellt in den Raum, dass es in Leutendorf gar kein Untersuchungsgefängnis gab, „sondern ein Arbeitslager, dessen Häftlinge vor allem im Steinbruch und im Straßenbau arbeiten mussten. Dieses Lager ähnelt dem von Groß Rosen, basierte also auf dem Prinzip ,Vernichtung durch Hunger und Arbeit'.“ Betty Adam wurde 1942 nach Theresienstadt deportiert und kam dort am 26. März 1944 um. Das Schicksal von Elwina Cohn und Gertrud Cohn ist nicht bekannt. |
| | HIER WOHNTE OLGA DIENSTFERTIG GEB. FELIX JG. 1872 DEPORTIERT 1942 THERESIENSTADT ERMORDET 29.12.1942                                                | Mandauer Berg 8 (Lage)                                                                 | 4. Juli 2007   | Olga Dienstfertig geb. Felix war das erste Kind des Handelsmannes David Felix und dessen Frau Rosa geb. Werner. Sie kam am 17. Juni 1876 im böhmischen Rakonitz zur Welt. Sie heiratete einen Mann namens Dienstfertig. Das Paar bekam eine Tochter, Elsa, geboren am 6. August 1900 in Zittau. Ab 1924 wohnte Olga Dienstfertig mit ihrer Tochter bei Verwandten ihres Mannes im Haus Breite Straße 1. Sie betrieb ein kleines Textilgeschäft in ihrer Wohnung. 1937 musste die Familie die Wohnung aufgeben. Olga Dienstfertig übersiedelte zur Familie Mandelbaum am Mandauer Berg 12 (heute 8) und einige Monate später, Anfang 1938, in ein jüdisches Altersheim in Dresden, das Henriettenstift. Am 14. Juli 1942 wurden die meisten Bewohner des Stifts, auch Olga Dienstfertig, in Gewahrsam genommen und noch am selben Tag nach Theresienstadt deportiert. Laut Theresienstädter Gedenkbuch verlor sie dort am 29. Dezember 1942 ihr Leben. Der „arische“ Schwiegersohn gab Anfang 1944 dem Druck der Nationalsozialisten nach und ließ sich von ihrer Tochter scheiden. Elsa Gückel wurde zu Pfingsten 1944 verhaftet, nach Auschwitz deportiert und 1945 in Bergen-Belsen ermordet. Ihre Enkeltochter Marianne, geboren 1922, konnte die Shoah überleben. |
| | HIER WOHNTE DOROTHEA DUNECK JG. 1924 DEPORTIERT 1943 ERMORDET IN AUSCHWITZ                                                                          | Theodor-Körner-Allee 13 (Lage)                                                         | 1. Aug. 2015   | Dorothea Duneck |
| | HIER WOHNTE ERNA DUNECK GEB. FEIBUSCH JG. 1892 DEPORTIERT 1943 ERMORDET IN AUSCHWITZ                                                                | Theodor-Körner-Allee 13 (Lage)                                                         | 1. Aug. 2015   | Erna Duneck geb. Feibusch |
| | HIER WOHNTE JOHN DUNECK JG. 1893 DEPORTIERT 1943 ERMORDET IN AUSCHWITZ                                                                              | Theodor-Körner-Allee 13 (Lage)                                                         | 1. Aug. 2015   | John Duneck |
| | HIER WOHNTE LEO ELEND JG. 1896 HAFT 1938 KZ BUCHENWALD FREITOD 9.3.1939 IN CHEMNITZ                                                                 | Reichenberger Straße 19 (Lage)                                                         | 27. Juli 2005  | Leo Elend |
| | GEORGSTRASSE 24 WOHNTE JOSEF FREUND JG. 1873 FLUCHT 1938 CHILE                                                                                      | Theodor-Korselt-Straße 24 (vorm. Georgstraße) (Lage)                                   | 31. Aug. 2018  | Josef Freund wurde 1873 in Zittau geboren. Seine Eltern waren Samuel Freund, ein Müller und Kaufmann aus Jungbunzlau in Böhmen, und Maria geb. Strenitz. Er hatte fünf Geschwister, darunter die 1869 geborene Bertha, später verehelicht mit Gustav Hiller, dem Gründer einer Maschinenfabrik. Er heiratete Marguerite geb. Veit und arbeitete im Familienunternehmen Phänomen, gegründet von seinem Schwager, als kaufmännischer Direktor. 1906 wurde seine Tochter Ilse geboren, 1908 sein Sohn Franz. Die Firma entwickelte sich äußerst erfolgreich, doch 1913 verstarb Gustav Hiller. In enger Absprache mit seiner Schwester, mit welcher er privat und beruflich engen Kontakt pflegte und welche auch in seiner Nähe wohnte, übernahm er die Leitung der Firma, wandelte sie mitten im Weltkrieg in eine Aktiengesellschaft um und hielt das Unternehmen auch in der krisengeschüttelten Nachkriegszeit über Wasser. Als das Fabrikgebäude komplett ausbrannte, kümmerte er sich um die Fortführung der Produktion und den Bau einer neuen Halle. Er vertraute seinem Neffen Rudolf Hiller, geboren 1894, nach dessen Studium die technische Leitung an und war ihm ein erfahrener Mentor am Weg zum Vorstandsvorsitz. Er zog sich in der Folge in den Aufsichtsrat zurück, wurde jedoch von seinem Neffen – wie weitere jüdische Mitglieder des Aufsichtsrates – entlassen. Rudolf Hiller versuchte offensichtlich als sogenannter „Mischling 1. Grades“ die Existenz der Firma und das Erbe des verstorbenen Vaters zu sichern, was nicht gelang. Die Firma wurde „arisiert“. Josef Freund lebte noch einige Jahre mit seiner Familie als Zwangs-Pensionär in Zittau. Der Neffe drängte ihn zur Emigration. 1938 floh er mit Familie nach Santiago de Chile, wo bereits ein Schwager lebte. Er konnte zwar überleben, aber im Exil nie Fuß fassen, wie aus Briefen in die Heimat ersichtlich ist. Drei Schwestern starben während der NS-Zeit, Bertha 1942 im Hausarrest in Zittau, Jenny im selben Jahr in Treblinka und Grete 1943 in Theresienstadt. Sein Bruder Emil konnte rechtzeitig nach Kuba flüchten. |
| | HIER WOHNTE ERNA GESSLER GEB. MEYERSOHN JG. 1885 UNFREIWILLIG VERZOGEN 1938 BERLIN DEPORTIERT 1943 ERMORDET IN AUSCHWITZ                            | Äußere Weberstraße 79 (Lage)                                                           | 2. Dez. 2019   | Erna Gessler geb. Meyersohn |
| | HIER WOHNTE HANS 'JAN' GESSLER JG. 1922 UNFREIWILLIG VERZOGEN 1938 BERLIN KINDERTRANSPORT 1939 ENGLAND                                              | Äußere Weberstraße 79 (Lage)                                                           | 2. Dez. 2019   | Hans Gessler, genannt Jan, wurde 1922 geboren. |
| | HIER WOHNTE OTTO GESSLER JG. 1925 UNFREIWILLIG VERZOGEN 1938 BERLIN DEPORTIERT 1943 ERMORDET IN AUSCHWITZ                                           | Äußere Weberstraße 79 (Lage)                                                           | 2. Dez. 2019   | Otto Gessler |
| Bild gesucht Die Wikipedia wünscht sich an dieser Stelle ein Bild vom hier behandelten Ort. Weitere Infos zum Motiv findest du vielleicht auf der Diskussionsseite . Falls du dabei helfen möchtest, erklärt die Anleitung , wie das geht. BW | | Äußere Weberstraße 79 (Lage)                                                           | 2. Dez. 2019   | Bruno Gessler |
| | HIER WOHNTE ELSA GÜCKEL GEB. DIENSTFERTIG JG. 1900 DEPORTIERT 1944 AUSCHWITZ ERMORDET 1945 IN BERGEN-BELSEN                                         | Nordstraße 15 (Lage)                                                                   | 4. Juli 2007   | Elsa Gückel, geboren am 6. August 1900 in Zittau, war das einzige Kind von Olga Dienstfertig und ihres Ehemannes. Sie heiratete einen Mann namens Gückel und bekam 1922 eine Tochter, Marianne. Die behüteten Kindheit der Tochter endete 1935 mit den Nürnberger Gesetzen, denn Elsa Gückel durfte als Volljüdin nicht mehr ins Kino oder ins Theater gehen, durfte keine Ausstellungen besuchen. Ihrer Tochter war als „Halbjüdin“ der Besuch der Höheren Schule verwehrt. 1938 mussten die Gückels die Familiewohnung auf der Breite Straße verlassen und in eine wesentlich kleinere „Sozialwohnung“ in der Nordstraße 15 übersiedeln. Ihre Mutter wurde im Juli 1942 nach Theresienstadt deportiert und dort am 29. Dezember 1942 ermordet. Ihr „arischer“ Ehemann gab Anfang 1944 dem Druck der Nationalsozialisten nach und ließ sich scheiden. Damit verlor Elsa Gückel den Status einer sogenannt privilegierten Mischehe. Sie wurde zu Pfingsten 1944 verhaftet, nach einer Nacht im Gestapo-Keller des Zittauer Rathauses nach Bautzen gebracht und schließlich nach Auschwitz deportiert. Sie wurde mit hoher Wahrscheinlichkeit 1945 in Bergen-Belsen ermordet. Das letzte Lebenszeichen war eine Geburtstagskarte an ihre Tochter, am 6. August 1944 in Neisse abgestempelt, offensichtlich aus dem Deportationszug geschmuggelt. Tochter Marianne konnte die Shoah überleben. |
| | HIER WOHNTE JULIE HANN GEB. GRÜNWALD JG. 1875 DEPORTIERT 1942 THERESIENSTADT ERMORDET 23.11.1942                                                    | Weinauallee 30 (Lage)                                                                  | 5. Nov. 2009   | Julie Hann geb. Grünwald |
| | HIER WOHNTE LUDWIG HANN JG. 1906 DEPORTIERT 1942 THERESIENSTADT 1944 AUSCHWITZ ERMORDET 25.2.1945 DACHAU                                            | Weinauallee 30 (Lage)                                                                  | 5. Nov. 2009   | Ludwig Hann |
| | HIER WOHNTE PHILIPP HANN JG. 1877 DEPORTIERT 1942 THERESIENSTADT 1943 AUSCHWITZ ERMORDET                                                            | Weinauallee 30 (Lage)                                                                  | 5. Nov. 2009   | Philipp Hann |
| | HIER WOHNTE PAUL HAUK JG. 1882 DEPORTIERT 1944 THERESIENSTADT 1944 AUSCHWITZ ERMORDET                                                               | Friedrich-Haupt-Straße 16 (Lage)                                                       | 1. Aug. 2015   | Paul Hauck wurde am 6. Juli 1882 in Züllichau-Schwiebus geboren. Er lebte und arbeitete in Zittau. Er wurde am 11. Januar 1944 mit dem Transport V/10 von Dresden nach Theresienstadt und am 28. Oktober 1944 mit dem Transport Ev von Theresienstadt nach Auschwitz deportiert. Im ersten Fall war die Deportationsnummer 418, im zweiten Fall 1969. Er wurde im Zuge der Shoah ermordet. |
| | HIER WOHNTE PAULINE HELLER GEB. HANN JG. 1875 DEPORTIERT 1941 THERESIENSTADT 1942 TREBLINKA ERMORDET                                                | Weinauallee 30 (Lage)                                                                  | 5. Nov. 2009   | Pauline Heller geb. Hann |
| | HIER WOHNTE BERTHA HILLER GEB. FREUND JG. 1869 SEIT 1939 HAUSARREST TOT 16.9.1942                                                                   | Klienebergerplatz 1 (Lage)                                                             | 31. Aug. 2018  | Bertha Hiller geb. Freund wurde 1869 geboren. Sie hatte fünf Geschwister, darunter Josef Freund, dem ebenfalls ein Stolperstein gewidmet wurde. Im Alter von 21 Jahren heiratete sie Gustav Hiller (1863–1913), den Gründer einer Maschinenfabrik. |
| | HIER LEBTE HERMANN KEIL JG. 1891 DEPORTIERT 1943 AUSCHWITZ ERMORDET 1943                                                                            | Innere Weberstraße 29 (Lage)                                                           | 27. Juli 2005  | Hermann Keil |
| | HIER LEBTE PAULA KEIL GEB. GOTTFELD JG. 1890 DEPORTIERT 1943 AUSCHWITZ ERMORDET 1943                                                                | Innere Weberstraße 29 (Lage)                                                           | 27. Juli 2005  | Paula Keil geb. Gottfeld |
| | HIER ARBEITETE DR. CARL KLIENEBERGER JG. 1876 VOR ENTZUG DER APPROBATION 1.10.1938 FLUCHT IN DEN TOD 30.9.1938                                      | Görlitzer Straße 8 (auf dem Gelände des Krankenhauses, vor dem Empfangsgebäude) (Lage) | 12. Sep. 2014  | Dr. Carl Klieneberger |
| | HIER LEBTE ADOLF LACHMANN JG. 1872 DEPORTIERT 1942 THERESIENSTADT ERMORDET 1944 AUSCHWITZ                                                           | Bautzner Straße 3 (Lage)                                                               | 27. Juli 2005  | Adolf Lachmann |
| | HIER LEBTE EMMA LACHMANN GEB. ZADEK JG. 1877 DEPORTIERT 1942 THERESIENSTADT ERMORDET 1944 AUSCHWITZ                                                 | Bautzner Straße 3 (Lage)                                                               | 27. Juli 2005  | Emma Lachmann geb. Zadek |
| | BRÜDERSTRASSE 11 WOHNTE DORIS MICHAELIS JG. 1896 DEPORTIERT 1943 THERESIENSTADT ERMORDET IN AUSCHWITZ                                               | Brüderstraße 11 (Lage)                                                                 | 28. Nov. 2017  | Doris Michaelis wurde am 4. Februar 1896 in Zittau geboren. Ihre Eltern waren Albert und Mathilde Michaelis, ihr Vater führte ein Bekleidungsgeschäft. Sie hatte drei Schwestern, Bianka, Martha und Anna, sowie zwei Brüder, John und Paul. Die Mutter starb 1924, der Vater 1928. Wann sie Zittau verließ, ist nicht bekannt. Sie zog nach Berlin und wurde am 29. Juni 1943 mit Transport I/97 von Berlin nach Theresienstadt deportiert. Ihre Deportationsnummer war 13569. Dort erlebte sie die angeordnete „Stadtverschönerung“, anlässlich des Besuchs des Internationalen Roten Kreuzes und die Dreharbeiten zum Propagandafilm Theresienstadt – eine Dokumentation aus einem jüdischen Siedlungsgebiet. Am 12. Oktober 1944 wurde sie von Theresienstadt nach Auschwitz überstellt, ihre Deportationsnummer war nunmehr 1226. Doris Michaelis wurde im Zuge der Shoah ermordet. Drei Jahre vor dem Zittauer Stolperstein, am 20. Oktober 2014, wurde bereits ein Stolperstein für Doris Michaelis in Berlin-Mitte verlegt. Er liegt vor dem Haus Albrechtstraße 12. |
| | HIER WOHNTE ALBERT MÜLLER JG. 1885 EINGEWIESEN 1931 HEILANSTALT GROSSSCHWEIDNITZ 'VERLEGT' 20.9.1940 PIRNA-SONNENSTEIN ERMORDET 20.9.1940 AKTION T4 | Goldbachstraße 59 (Lage)                                                               | 1. Aug. 2015   | Albert Müller wurde am 23. April 1885 in Olbersdorf geboren. Am 30. November 1908 heiratete er eine Frau namens Martha. Das Paar bekam drei Kinder, Walter (geboren 1909), Hilde (geboren 1913) und Erich (geboren 1921). Von 1912 bis 1929 arbeitet Albert Müller als Lohnbuchhalter für die Phänomen Werke Gustav Hiller AG in Zittau. 1929 ging er wegen einer psychischen Erkrankung in die Landesheil- und Pflegeanstalt Großschweidnitz. Die ungeklärte Versorgung seiner Familie versetzte ihn zusätzlich in Unruhe und er deklarierte in einem Brief an seine Frau, dass er sich schuldig fühle. 1931 verschlechterte sich sein Zustand erneut und er wurde eingewiesen. Am 20. September 1940 wurde er mit einem der Grauen Busse von Großschweidnitz in die Tötungsanstalt Pirna-Sonnenstein, eine einst fortschrittliche psychiatrische Klinik, nunmehr eine Handlangerin bei den NS-Krankenmorden, ‚verlegt‘. Albert Müller wurde dort noch am selben Tag ermordet. Er wurde Opfer der Aktion T4. Um die Spuren des Krankenmordes zu verwischen, wurde seine Asche offiziell von „Grafeneck“ an das Friedhofsamt Zittau verschickt. Es ist allerdings nicht gesichert, dass die Asche jemals in Grafeneck war und dass es sich überhaupt um seine Asche handelte. Sein älterer Sohn kam im Zweiten Weltkrieg an der Front ums Leben. |
| | BRÜDERSTRASSE 11 WOHNTE BIANCA SINGER GEB. MICHAELIS JG. 1896 DEPORTIERT 1942 ERMORDET IM BESETZTEN POLEN                                           | Brüderstraße 11 (Lage)                                                                 | 28. Nov. 2017  | Bianka Singer geb. Michaelis wurde am 9. September 1887 in Zittau geboren. Ihre Eltern waren Albert und Mathilde Michaelis, ihr Vater führte ein Bekleidungsgeschäft. Sie hatte drei Schwestern, Martha, Anna und Doris, sowie zwei Brüder, John und Paul. Die Mutter starb 1924, der Vater 1928. Bianka Michaelis heiratete Emil Singer. Das Paar hatte einen Sohn, Schlomo. Sie wohnte spätestens ab 1928 mit ihrem Mann in der Gemeinde Marklissa im heute polnischen Landkreis Lauban. Wahrscheinlich wurde Bianka Singer von dort deportiert. 1942, mit 55 Jahren, soll sie ermordet worden sein. Ihr Sohn konnte die Shoah überleben. Im April 1999 übermittelte er eine Todesfallmeldung an die Zentrale Datenbank der Opfer des Holocaust in Yad Vashem. |

## Verlegedaten
Die Stolpersteine von Zittau wurden von Gunter Demnig an folgenden Tagen persönlich verlegt:
- 27. Juli 2005: Bautzner Straße 3, Innere Weberstraße 29, Reichenberger Straße 19
- 4. Juli 2007: Dr.-Brinitzer-Straße 4a, Külzufer 16, Mandauer Berg 8, Nordstraße 15
- 5. November 2009: Weinauallee 30
- 12. September 2014: Görlitzer Straße 8
- 1. August 2015: Friedrich-Haupt-Straße 16, Goldbachstraße 59, Theodor-Körner-Allee 13
- 28. November 2017: Brüderstraße 11
- 31. August 2018: Klienebergerplatz 1, Theodor-Korselt-Straße 24[19]
- 2. Dezember 2019: Äußere Weberstraße 79[12]

Der Stolperstein für Erna Duneck wurde beschädigt und musste ausgetauscht werden.